# دئوتراتد تی‌اچ‌اف
دیوتراتد تی‌اچ‌اف (به انگلیسی: Deuterated THF) با فرمول شیمیایی C
۴۲
H
۸O یک ترکیب شیمیایی با شناسه پاب‌کم ۸۰۲۹۰ است. که جرم مولی آن 80.1550 g mol-۱ می‌باشد. 